# 윌리엄 2세 (잉글랜드)
윌리엄 2세(William II, 1056년경 ~ 1100년)는 잉글랜드 노르만 왕조의 제 2대 왕이다. 별명은 얼굴이 붉은 왕(라틴어: Rufus 루푸스[*], 영어: the Red). 이는 얼굴이 붉은 빛을 띄었기 때문이고 금발에 다소 뚱뚱한 체구였다고 전해진다. 평생 독신이였으며 이로 인하여 후세에 동성애자였다는 소문을 남겼다.

## 초기 활동
그는 정복왕 윌리엄 1세의 두 번째 아들이었다.
윌리엄 2세가 즉위하자 윌리엄 1세 사후 잉글랜드로 대대적으로 이주해왔던 노르만 영주들은 정복왕의 이복동생인 바이외의 오도를 중심으로 1088년 동부 잉글랜드에서 로베르 2세를 왕으로 옹립하려는 반란을 일으켰다. 당시 수적으로 열세였던 윌리엄 2세는 타협안을 제시하여 반란을 잠재운다. 하지만 1095년까지 이 약속은 이행되지 않았고 이를 명분으로 노섬벌랜드 백작 로버트 모브레이의 2차 반란이 일어난다. 반란을 예상하고 있었던 윌리엄은 다른 귀족들의 참여를 미연에 방지하기 위하여 이를 전례가 없을 정도로 가혹하게 진압하였다.

## 교회와의 불화
그는 캔터베리 대주교 랜프랑크가 사망하자 잉글랜드 교회를 자신의 손아귀에 넣기 위하여 그 후임자를 뽑지 않았다, 하지만 중세시대에 교회가 가지는 영향력을 고려해 보았을 때 이는 매우 무리일 수밖에 없었고 얼마후 안셀무스를 임명하게 된다. 안셀무스는 당시 왕권을 교권 위에 두려는 윌리엄의 태도가 마음에 들지 않았고 그의 사절이 왔을 때 다음과 같은 답신을 하였다.
왕께서 소유하고 계신 캔터베리의 영지를 대주교령으로 돌리시고 (...) 교황이신 우르바누스 2세의 통치력을 인정해 주시옵소서 (...) 그러면 당신의 곁으로 가리다.

윌리엄은 이러한 제안이 내키지 않았지만 받아들이는 수밖에 없었고 1093년 12월 4일 안셀무스는 정식으로 캔터베리로 부임한다. 그러나 윌리엄은 애초의 약속을 깨고 안셀무스에게 상당한 액수의 세금을 요구하였고 안셀무스는 이를 단호하게 거절하였다.
상황은 점차 악화되어 윌리엄은 안셀무스가 로마로 가서 교황이 대주교를 승인했음을 뜻하는 팔리움을 수여받는 것을 허용하지 않았는데 이는 곧 왕이 당시 교황 우르바누스 2세를 인정하지 않는다는 뜻이였다. 이에 안셀무스는 왕이 성직 임명에 관여할 수 없다며 강력하게 반발하였다. 결국 1095년에 교황의 사절이 로마에서 팔리움을 캔터베리로 가져왔으나 안셀무스는 왕으로부터 수여받는 것으로 보일 수 있다며 이를 거절하였다. 이러한 마찰은 후에 안셀무스가 캔터베리를 떠나 로마로 떠나는 것으로 해결되었다. 그가 로마로 떠나자 윌리엄은 기다렸다는 듯이 캔터베리의 대주교령을 몰수하였다.

## 정복 전쟁
그는 정복 전쟁을 개시하여 스코들랜드의 왕 맬컴 3세의 군대를 노섬벌랜드 애닉 근처에서 패배시키고 그를 포로로 잡아 처형함으로써 스코틀랜드를 그의 봉신으로 삼고 지배하에 두었으며 1097년에는 웨일스 역시 봉신으로 삼아 세력권에 두는데 성공한다.
또한 그는 형인 로베르의 소유였던 노르망디 지방을 빼앗기 위하여 전쟁(1089 ~ 1096)을 벌여 형을 굴복시키는데 성공한다. 이에 따라 로베르는 1만 마르크를 받고 자신의 왕국을 윌리엄에게 위임하기로 하는 조약을 맺는다. 윌리엄은 이에 만족하지 않고 프랑스와도 전쟁을 벌여 멘 지방역시 합병하는데 성공한다.

## 의문의 죽음

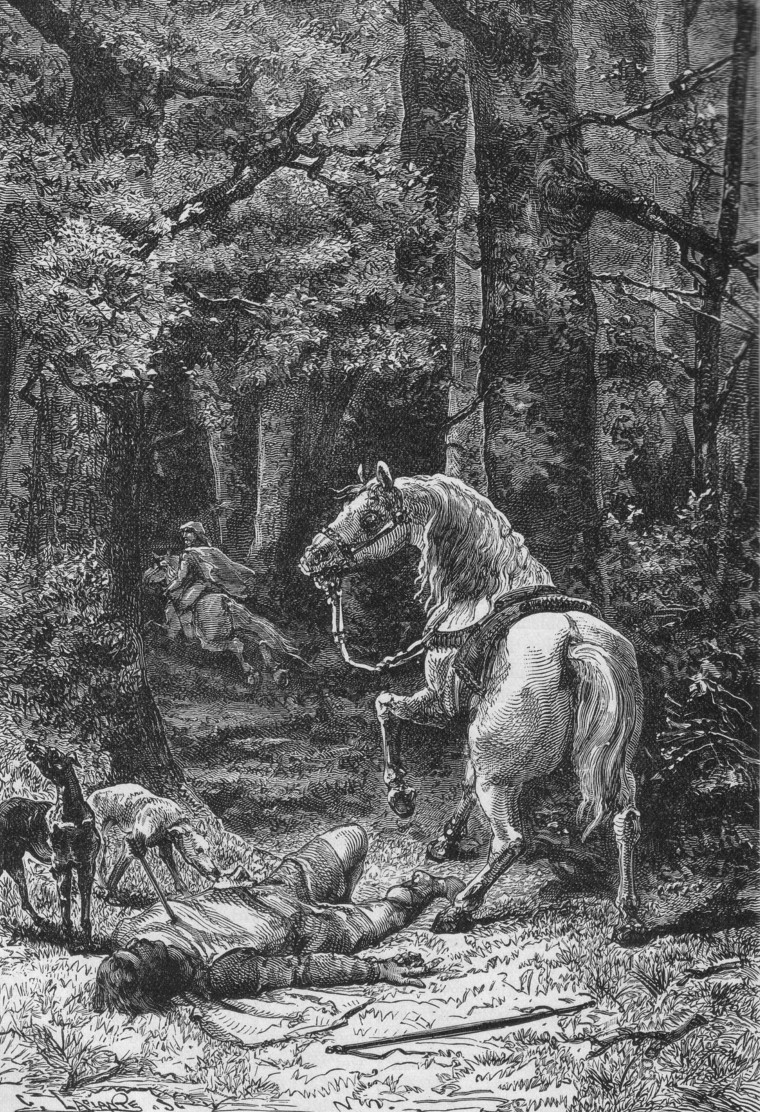
윌리엄 루푸스의 죽음, Alphonse de Neuville의 석판화 1895

이러한 정복전쟁은 윌리엄에게는 개인적인 영광과 왕국의 영토 확장을 가져왔으나 또한 수많은 정적들 역시 만들었는데 이로 인하여 그는 1100년 8월 2일 동생인 헨리와 명사수로 유명했던 퐁티외 남작 월터 티럴이 동행한 뉴포레스트의 사냥터에서 의문에 죽음을 맞는다.
다음은 그의 죽음에 관한 말머스버리의 윌리엄의 기록이다.
왕은 죽기 전에 피를 흘리는 꿈을 꾸었다 (...) 그럼에도 불구하고 그는 월터 티롤만을 곁에 두고는 얼마 안 되는 병력의 호위를 받으며 숲속으로 들어갔다. (...)얼마간 사냥감을 찾던 중 숲에 사슴이 나타났다. (...) 왕은 티럴 남작이 반대쪽에 서있는 것을 보았다. (...) 사슴은 왕과 남작의 사이에 일적선에 있었다. 왕은 움직이지 않고 조심스레 남작에게 사슴을 쏘라고 몸짓을 하였다. (...) 그러나 남작이 쏜 화살은 사슴을 지나 왕의 가슴에 박혀버렸다. 순간적이었다. 왕은 자신의 가슴에 박힌 화살의 날개를 꺾으면서 말에서 떨어졌다. 이때 엎어지듯 떨어지는 바람에 꺾인 채 남아있던 화살 부분이 땅에 부딪히는 충격에 의해 가슴 깊숙히 박혔다. (...) 왕은 절명하였다. 1100년 8월 2일의 일이었다. 마을사람 몇명만이 그의 시신을 운반하여 윈체스터에 있는 대성당으로 들어갔다. 운반 도중 피가 계속 흘러 길을 적셨다.(...) 왕의 시신은 수많은 귀족들이 시켜보는 가운데 탑에 묻혔다.(...) (윌리엄이 죽었을 때) 그의 나이는 40세 가량이였다(...) 그는 군인들이나 귀족들에게는 애도를 받았으나 대다수의 일반 농민들에게는 받지 못하였다. 그가 그들을 너무 가혹하게 착취하였기 때문이다.